# Glowly days
Singles de Kana Nishino
I
(2008) Style.
(2008)
Pistes de LOVE one.
MAKE UP celtic
glowly days est le 2e single de la chanteuse de J-pop Kana Nishino.

## Présentation
Il est sorti sous le label SME Records Inc. le 23 avril 2008 au Japon. Il sort au format CD. Il atteint la 126e position à l'Oricon et reste classé deux semaines. Glowly Days a été utilisée comme ending de l'émission CDTV en avril 2008. Les chansons Glowly Days et Celtic se trouvent sur l'album LOVE one., Glowly Days se trouve aussi sur la compilation Love Collection ~mint~.

## Pistes
Toutes les paroles sont écrites par Kana Nishino.
| 1. | glowly days   | Marimo Wamoto | SiZK          |  |
| 2. | celtic        | Gajin         | Makoto Sakuma |  |
| 3. | Yami Yami Day | Kana Nishino  | SiZK          |  |